# Attention (Doja Cat)
Attention è un brano della cantante statunitense Doja Cat, pubblicato il 16 giugno 2023 come primo singolo promozionale del quarto album in studio Scarlet.

## Antefatti e pubblicazione
Nell'aprile 2023 Doja Cat, attraverso un tweet, ha dichiarato che i suoi versi rap dei precedenti album erano banali e piatti e che non avrebbe più fatto musica pop. In seguito, a maggio, ha twittato scrivendo che i suoi due precedenti album, Hot Pink e Planet Her, erano soltanto dei mezzi per fare soldi facili e contenevano tracce pop mediocri. In una intervista a Variety, Doja Cat ha dichiarato che il suo quarto album sarebbe stato più orientato verso l'hip hop e che avrebbe avuto una "direzione più mascolina".
Il 17 aprile 2023, Doja Cat ha condiviso attraverso una live di Instagram una anteprima di diverse canzoni del suo prossimo album, così come una possibile lista di tracce, tra cui anche Attention. Dal 24 maggio, come mezzo promozionale per sponsorizzare la sua nuova canzone, la cantante ha iniziato a utilizzare emoji della goccia di sangue nei suoi tweet, accompagnate da frasi quali "Scarlet è stata qui" e "Scarlet sta guardando," seguite da "Fatemi guarire, la cicatrice è finalmente rimarginata." Il 12 giugno un'anteprima più estesa della canzone è trapelata su internet, motivo per cui la cantante ha dovuto annunciare la canzone il giorno seguente insieme a una copertina del singolo. La cover raffigurava una "A" scritta col sangue e disegnata sottosopra, con una data di pubblicazione indicata al 16 giugno 2023. La canzone è stata anche resa disponibile per il pre-ordine sia come download digitale sia come CD, confermando il titolo in Attention. La canzone è stata pubblicata attraverso la RCA Records e Kemosabe Records. Attention è stata prodotta da Y2K e Rogét Chahayed, i quali hanno contribuito al testo insieme alla cantante stessa.

## Descrizione
Attention è una canzone midtempo hip hop con produzioni ispirate all'hip hop degli anni '90 e al jazz. Le parti rap della canzone differiscono fortemente dal precedente stile prettamente pop di Doja Cat. La canzone inizia con i suoni di un'arpa in sottofondo e con il verso di gavia prima di passare al ritornello melodico cantato sotto una base di breakbeat in stile "Boom bap", con un testo che in maniera ostentata descrive la vagina della cantante come un animale docile: "Baby, se ti piace, avvicinatici e accudiscila/Questa non morde, non diventa aggressiva/Mostra come si tocca, afferrala come se fosse preziosa/Non ha bisogno del tuo amore ma solo delle tue attenzioni".
Il primo verso della canzone fa riferimento alla sua decisione di ritirarsi come artista d'apertura per la tappa nordamericana del tour del cantante canadese The Weeknd, After Hours til Dawn Tour (2022), per via dell'operazione subita alle tonsille. Cita anche le critiche ricevuta per la sua decisione di radersi a zero la testa e per la perdita di peso, così come alcuni riferimenti ai suoi social media. La cantante parla anche di coloro che fanno finta di essere suoi fan e che esprimono preoccupazione per presunti problemi mentali, parlando dei soldi e delle attenzioni che questi personaggi ricevono quando la cantante decide di rispondere a modo alle  loro critiche online.
Nel secondo verso, Doja Cat affronta il tema delle liti tra due rapper e rifiuta i paragoni tra lei e la rapper trinidadiana Nicki Minaj, alla quale si riferisce come "la più in voga". La cantante ha in seguito smentito che il verso fosse un dissing nei confronti di Cardi B.

## Accoglienza
Steffanee Wang della rivista Nylon ha descritto il testo di Attention come "quello che significa essere una popstar nel 2023: mettersi nella condizione in cui devi essere incondizionatamente al consumo di altre persone, essere alla mercé dei propri fan e hater". Kyann-Sian Williams del settimanale NME ha definito la canzone come "inquietante e crudele", mentre Sal Cinquemani di Slant ha trovato somiglianze con lo stile di alcune canzoni di Lauryn Hill. Olivia Pometsey diThe Face ha scritto che "Attention sembra essere un tentativo di Doja di affermarsi come vera rapper, facendo svanire tutte le precedenti produzioni pop".
Per The A.V. Club, Hattie Lindert ha elogiato lo stile di Doja Cat come "calmo, confidente e rinvigorito" e ha definito il primo verso della canzone come "uno dei più potenti". Lindert ha anche notate il particolare "talento al microfono" della cantante, riferendosi alle sue migliorate doti di rap, e alludendo al fatto che un cambio di stile nella musica della cantante possa essere una buona cosa per la musica. Thomas Galindo di American Songwriter ha definito i versi della canzone come "potenti e d'impatto".

## Video musicale
Il video musicale di accompagnamento, diretto da Tanu Muino, è stato pubblicato lo stesso giorno del rilascio del singolo. Il video inizia con Doja Cat che guida una macchina in una strada colma, ai lati, di fan e paparazzi le cui facce iniziano a distorcersi. La cantante inizia poi a camminare in una strada affollata del centro di Los Angeles durante la notte, con indosso una maglietta bianca, dei jeans e diverse collane, e viene vista evitare passanti belligeranti e venditori ambulanti. Nel video Doja appare anche completamente nuda e ricoperta di sangue, mentre balla in alcune scene psichedeliche.

## Tracce
Download digitale
1. Attention – 4:37

CD
1. Attention – 4:37
2. Attention (Clean)
3. Attention (Instrumental)

## Successo commerciale
Attention ha debuttato alla numero 30 della classifica australiana nella settimana del 26 giugno 2023, diventando la 21ª canzone a fare ingresso nella suddetta classifica e il primo ingresso nella Top 50 sin da I Like You (A Happier Song), sua collaborazione con Post Malone, che ha raggiunto la posizione numero 7 nel giugno 2022. Sulla classifica britannica la canzone ha debuttato alla numero 37, diventando la 14ª top 40 nella classifica. Nella Billboard Hot 100 statunitense Attention ha fatto ingresso nella Top 40, debuttando alla posizione 31.

## Classifiche
| Classifica (2023) | Posizione massima |
| ----------------- | ----------------- |
| Australia         | 30                |
| Canada            | 29                |
| Grecia            | 27                |
| Irlanda           | 27                |
| Lituania          | 26                |
| Nuova Zelanda     | 16                |
| Regno Unito       | 37                |
| Stati Uniti       | 31                |

## Riconoscimenti
- MTV Video Music Awards[34]
  - 2023 – Miglior direzione artistica
  - 2023 – Candidatura al Video dell'anno
  - 2023 – Candidatura alla Miglior regia
- UK Music Video Awards[35]
  - 2023 – Candidatura al Miglior video Hip Hop/Grime/Rap — internazionale
  - 2023 – Candidatura al Miglior montaggio in un video

## Date di pubblicazione
| Paese                 | Data           | Formato                      | Nota   |
| --------------------- | -------------- | ---------------------------- | ------ |
| Mondo                 | 16 giugno 2023 | Download digitale, streaming | [ 36 ] |
| Stati Uniti d'America | 16 giugno 2023 | CD                           | [ 14 ] |